# Erebia meta
Erebia meta är en fjärilsart som beskrevs av Otto Staudinger 1886. Erebia meta ingår i släktet Erebia och familjen praktfjärilar. Inga underarter finns listade i Catalogue of Life.